# David Herbert Donald

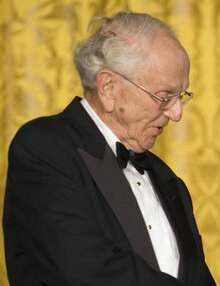
David Herbert Donald, 2007

David Herbert Donald (* 1. Oktober 1920 in Goodman, Mississippi; † 17. Mai 2009 in Boston, Massachusetts) war ein US-amerikanischer Historiker, bekannt für seine Biographie von Abraham Lincoln (1995).

## Leben
Donald war der Sohn eines Baumwollfarmers und einer Schullehrerin. Er studierte am Millsaps College in Jackson (Mississippi) und wurde 1946 an der University of Illinois at Urbana-Champaign bei dem Lincoln-Biografen James G. Randall über William Herndon promoviert, dem Partner von Lincolns Kanzlei. Er lehrte an der Columbia University, der Johns Hopkins University und ab 1973 an der Harvard University (Charles Warren Professor of American History). 1991 wurde er emeritiert. Er war Gastprofessor an der Princeton University, am University College London und der University of Oxford (Harmsworth Professor of American History).
1969 wurde Donald in die American Academy of Arts and Sciences gewählt. 1996 erhielt er den Lincoln-Preis und 2006 den Bruce Catton Prize. Er war Mitglied des PEN America und wurde zwei Mal mit dem Pulitzer-Preis für Biographie ausgezeichnet: 1961 für sein Buch über Charles Sumner und den Beginn des Bürgerkrieges sowie 1988 für seine Biographie von Thomas Wolfe. Zur Zeit seines Todes arbeitete er an einer Biographie von John Quincy Adams.
Er war mit der Historikerin Aida DiPace Donald verheiratet.

## Schriften
- Herndon, Lincoln’s law partner. 1948.
- Divided we Fought: A Pictorial History of the War, 1861–1865. 1952.
- als Herausgeber: Inside Lincoln’s Cabinet: The Civil War Diaries of Salmon P. Chase. 1954.
- Lincoln Reconsidered: Essays on the Civil War Era. Knopf, 1956; 2. Auflage 1961; 3. Auflage, Vintage Books 2001.
- Charles Sumner and the Coming of the Civil War. Knopf, New York 1960.
- als Herausgeber: Why the North won the Civil War. Louisiana State University Press, 1960.
- mit James G. Randall: Civil War and Reconstruction. Heath, Boston 1961.
- als Herausgeber mit Aida DiPace Donald: Diary of Charles Francis Adams. 2 Bände, Harvard University Press, 1964.
- The Politics of Reconstruction, 1863–1867. Louisiana State University Press, 1965.
- Charles Sumner and the Rights of Man. 1970.
- Liberty and Union. Little Brown and Company, Boston 1978.
- Look Homeward: A Life of Thomas Wolfe. 1987.
- Lincoln. Simon and Schuster 1995.
- Lincoln at Home. Two Glimpses of Abraham Lincoln’s Domestic Life. Simon and Schuster 1999.
- We are Lincoln Men: Abraham Lincoln and his Friends. Simon and Schuster 2003.
- mit Jean H. Baker, Michael F. Holt: Civil War and Reconstruction. Norton, 2001.